# Resident Evil: Survivor
Biohazard Gun Survivor (バイオハザード ガンサバイバー Baiohazādo Gan Sabaibā?, Biohazard: Gun Survivor), conocido internacionalmente como Resident Evil: Survivor, es un videojuego de disparos con pistola de luz en primera persona publicado para la consola PlayStation en el año 2000, desarrollado por los estudios TOSE, y distribuido por la empresa Capcom con unas discretas ventas de 483.900 unidades . Una versión para Computadoras fue lanzada en 2002 solamente en Taiwán por lo que el juego en su versión de pc se encuentra solo en idioma Chino. Se trataba de un juego de acción en primera persona basado en el universo de la franquicia Resident Evil. Este fue el primer videojuego de una sub-serie denominada en Japón como Gun Survivor, la cual consta de cuatro entregas, todas ellas basadas en la franquicia Resident Evil excepto la tercera, que estuvo basada en la otra saga de Capcom llamada Dino Crisis, también se destaca por ser el primer videojuego de la franquicia que es completamente con cámara en primera persona.

## Argumento
Ark Thompson es un detective rebosante de la justicia que se infiltra a la isla Sheena, propiedad de la corporación Umbrella que se ubica en alguna parte de Europa, posiblemente en el Canal de la Mancha, donde antes era propiedad de Francia en algún momento y esa isla tenía nexos con Lille, una ciudad francesa. Su objetivo es tratar de perseguir al comandante general de la isla llamado Vincent Goldman, tras recibir unos informes de su amigo Leon S. Kennedy. Sin embargo al tratar de escapar de manera agitada de la isla sufre un accidente de helicóptero en el área comercial de la ciudad y esto le deja amnésico.
Después de recuperar el sentido, entra a una puerta y descubre a Vincent inconsciente pero no lo identifica, y recoge una placa identificativa con el nombre de ‘’Ark Thompson’’ pero no recuerda ese nombre. Allí descubre a un zombi gimiendo que quiere comérselo pero lo reduce y al salir del pasillo, después de encontrarse con unos perros infectados, suena un teléfono pero cuelgan. Al bajar a las escaleras lucha exitosamente contra unos lickers y finalmente sube a un pasillo donde otro teléfono suena y contesta una persona acusándolo de asesino, lo que provoca que el amnésico hombre se confunda más.
Al adentrarse a la otra área comercial se percata que los ‘’cleaners’’ han llegado para eliminar todo rastro del virus así como las pruebas que incriminan a Umbrella. Mientras tanto, descubre unos archivos con descripciones de las armas bio-orgánicas de la farmacéutica y unos historiales médicos que daban a indicar que les echaban en la comida de éstas personas un fármaco para drogarlos y poder mantener su cerebelo servible. Por eso su misión es saber realmente quién es realmente y qué le sucede a la población donde se encuentra.
Mientras tanto, el hombre baja a las alcantarillas del sur y se encuentra con tres cosas: la primera, un diario de un tal ‘’Andy’’ en el que demuestra que hace muchos días atrás ocurrió un incidente en una cárcel y que ya conocía a Vincent; también encuentra una foto de él y piensa que él es Vincent y que la culpa de todo esto es suya; y para rematar se encuentra con un niño de 12 años que le suplica que no le haga daño, provocando que el hombre se confunda más e ignore ciertos hechos. El muchacho se retira y Ark decide irse pero antes enfrenta con éxito a un licker que rompió la reja de la alcantarilla.
En la prisión ‘’Paradise’’ encontrará una verdad muy desgarradora e imposible de justificar, pues al entrar, después de reducir a cuatro zombis y matar a otros en la recepción, Ark se dirige a la oficina del director de la prisión y encontramos un diario del funcionario. Allí se revela que unos jóvenes prisioneros iban a escapar pero el comandante Vincent (supuestamente él) los asesinó uno por uno mientras lo intentaban y que nunca olvidaría su sonrisa malévola como si ellos fuesen míseros gusanos. También se lamenta haber enviado a la central un falso informe diciendo que era un suicidio cuando fue en realidad un escape y que se iba de la ciudad puesto que enfrentarse a Vincent era la muerte segura.
Esto fue confirmado al entrar al módulo de los guardias y entrando a las celdas principales pues en el diario de un joven prisionero se relata cómo unos hombres de negro lo secuestraron en Congo y lo trajeron a esta isla donde lo vistieron con trapos y se percató que éstos hombres secuestraban a jóvenes de muchos países y que escuchó qué les iban a hacer: abrirles el cerebro y extraerles una sustancia llamada ‘’antiheteroserotonina beta’’. Entonces, junto a otros prisioneros, trazaron un plan para escapar aprovechando que los guardias estaban preocupados por el incidente de Raccon City de septiembre del 1998 en el que estuvo implicada Umbrella y el doctor William Birkin. Iban a escapar divididos en 2 grupos: el A iba a escapar por el conducto de ventilación del sótano de confinamiento y que llevaba a las alcantarillas del norte, y el ‘’B’’ bajaría por la torre de la cárcel. Sin embargo Vincent se enteró de éstos planes y los mató.
Entonces Ark utiliza esa cuerda y al llegar a la ciudad se encuentra con un ‘’Mr. X’’, después llega a la sede de Umbrella en la isla y se percata que hay muchos zombis, y que han aparecido extraños monstruos y criaturas. Al subir al piso 13 ve en unas pantallas a una niña pero otro ‘’Mr. X’’ rompe las pantallas y es vencido por Ark, quien recoge una tarjeta de acceso. Después encuentra una niña llamada ‘’Lily Klein’’ quien se espanta porque cree que puede hacerle daño y su hermano ‘’Lott’’ la defiende pero, al identificar a Ark, se va corriendo, mientras recoge una hojas donde se revela que había pruebas para destituir a Vincent por parte de la población y empleados suyos: sabían que Vincent es muy inteligente y precavido y como último recurso, aunque ha sido muy peligroso, han intervenido su teléfono y grabado sus conversaciones, obteniendo pruebas lo bastante sólidas como para echarle del puesto. La cinta contiene sus conversaciones sobre la fuga de la prisión del mes pasado. Demuestra que él asesinó a esos muchachos y que intentó ocultar la verdad. Es más, la cinta revela que, antes de venir a esta ciudad, Vincent había matado a su compañero para que le ascendieran, sin embargo Vincent como castigo al enterarse de esto, diseminó el virus para ocultar la verdad y seguir con sus planes.
Al salir de Umbrella y temiendo por sus seguridad, Ark sigue a los niños y se encuentra en un dilema ya que los niños siempre están huyendo, a pesar de que sólo los quiere ayudar. El detective llega hasta la casa de los Klein donde Lily lo encuentra y le pide que rescate a su hermano ya que fue a la fábrica a investigar un medio de escape, así que nuestro protagonista sale a buscar al joven, ¿pero vencerá todos los obstáculos para rescatarlo? ¿Sabrá su verdadera identidad? y ¿lograrán el detective y los niños escapar? Eso lo sabremos adentrándonos a esta aventura.

## Jugabilidad
Resident Evil: Survivor no carece de los aspectos típicos de la saga. La mayor parte de los enemigos son reflejos de otros ya vistos en títulos anteriores, como los zombis, lickers, cazadores, Ivy, cerberus, entre otros; cuenta también con los propios: Cleaners, Mr. X apareciendo en masa, Tyrant Hypnos, etc. Y una variedad de Armas moderada con varias pistolas básicas que varían en velocidad y potencia, escopeta, lanzagranadas (con varios tipos de cartuchos), magnum y hasta el Lanzamisiles Ilimitado (como es costumbre, este último es recompensa al finalizar el juego con ciertos requisitos).
El juego tiene una duración no muy prolongada, pero como compensación, se pueden elegir diversos caminos para la aventura lo cual incrementa las horas de juego, los ítems, armas y documentos que encontrar.
Cabe destacar que al comenzar una nueva partida después de terminar el juego (y salvando en Memory Card) se tiene la capacidad de comenzar con el armamento con el que se terminó, y los files (archivos). Esto facilita el juego y la posibilidad de coleccionar las diferentes pistolas que se aparecen en el camino. Si se coleccionan todas las armas y files, se obtendrá el rango "S" y automáticamente se desbloqueará el Lanzamisiles con munición infinita.

### Salud
La fuerza vital del personaje es representado por un color y un cardiograma:
- Bien: Estado excelente de salud. Representado por el color verde y cardiograma normal.
- Cuidado: Estado regular de salud. Para recuperar salud, usar la planta verde. Representado por el Color amarillo (cuando no se está muy herido), o color naranja (cuando ya esta bastante herido), con cardiograma algo errático.
- Peligro: Estado peligroso de salud. Para volver a fine, combinar la planta verde y roja y usarlas. También se puede recuperar usando el tanque de oxígeno. Representado por el color rojo, con cardiograma errático.
- Envenenado: Para volver a un estado regular (Caution), usar solo la planta azul. Para volver al estado Fine, combinar la planta verde con la azul y usarla. Representado por el color lila, con cardiograma igual al de Caution.

### Corporación Umbrella

Corporación Umbrella.

La Corporación Umbrella es una empresa dentro de la saga del videojuego Biohazard Gun Survivor. En la trama del juego, es una empresa multinacional, que tiene base en Estados Unidos, pero ha logrado un gran crecimiento a nivel mundial.
Es una empresa que originalmente, se dedicaba a la producción de medicamentos, pero más adelante comenzó a dedicarse a la creación de diferentes tipos de tecnologías, principalmente computación y sistemas de salud, pero también se dedicaba a desarrollar proyectos oscuros como, por ejemplo, la creación de armamento biológico especializado o la experimentación sobre el genoma humano.

### Raccoon City
Raccoon City era una ciudad ficticia del Medio Oeste de Estados Unidos y de la Isla Sheena de la serie de videojuegos Biohazard Gun Survivor. Es el lugar donde transcurren los hechos de Biohazard Gun Survivor, y Resident Evil: Survivor. Esta ciudad también aparece en las adaptaciones de la serie.

## Personajes

### Ark Thompson
Ark Thompson Es el protagonista del juego. Al comenzar la aventura, sufre un accidente en helicóptero en la Isla Sheena, debido al cual pierde la memoria quedándose ammnésico. Su principal objetivo será descubrir quién es realmente y qué es lo que ha sucedido en la población donde se encuentra (todo el mundo está convertido en zombis y han aparecido extraños monstruos y criaturas). Al final, aunque todas las pistas le relacionan con un asesino en masa llamado Vincent Goldman, logrará recordar que en realidad es Ark Thomson, un detective amigo de Leon S. Kennedy que se había infiltrado en la isla Sheena para investigar las operaciones de Umbrella y que al escapar, tras ser descubierto por Vincent, tuvo el accidente que provocó toda esa confusión.

### Lott Klein
Lott Klein No hay muchos datos de este adolescente, más los que Ark Thompson deja ver a lo largo del videojuego. Lott es encontrado inesperadamente en un cuarto secreto en las alcantarillas cuando Ark tiene un timeback, Lott le toma una foto con su cámara instantánea y después de amenazarlo con un Bat huye del lugar. La búsqueda de Ark por encontrar su verdadera identidad continua hasta encontrar a su hermanita Lily Klein quien le cuenta a Ark cómo su hermano ha ido a investigar lo que está pasando en la ciudad y la manera de salir de esta.
Durante el videojuego Ark se ve en un dilema pues los niños siempre están huyendo, a pesar de que este solo les quiere ayudar.

### Vincent Goldman
Vincent Goldman La abrupta muerte de su mentor le hizo ascender en su cargo y proclamarse como la más alta autoridad de la isla Sheena. Aparte de ser un excelente líder y estratega, es un científico muy inteligente, que bajo las órdenes de la corporación Umbrella ha estado realizando varios experimentos médicos sobre cuerpos vivos, con el fin de obtener una raza superior de Tyrants y demás armas bio-orgánicas. Sin embargo, los crueles métodos usados harán que sus propios subordinados se revelen contra él y entonces, como castigo, provoque un nuevo brote de T-Virus sobre la isla Sheena.

### Lily Klein
Lily Klein Una niña que vive en la isla Sheena. Ella es la hermana de Lott y una de las sobrevivientes que acompañara a Ark Thompson para rescatar a Lott Klein y escapar juntos de la isla Sheena.

### Andy Holland
Andy Holland Este personaje es un hombre nervioso y algo neurótico, que por su actitud se puede saber que no sale mucho de la alcantarilla donde trabaja. Él confunde al agente Ark Thompson con Vincent, su amigo, colaborador, aliado y ayudante, por consiguiente, hará todo lo posible para asesinarlo, como de encerrarlo en una habitación con criaturas dentro, o de liberar unos cocodrilos mutantes para hacer su sangrienta tarea.

### Jefe de la UT
Este hombre, es un peligroso y bien entrenado soldado de la UT, líder de los "Cleaners" y fiel seguidor de Vincent. Que iniciara una cacería contra Ark Thompson. Es asesinado por el Tyrant al igual que Andy Holland.

### Personajes mencionados
- Leon S. Kennedy: El amigo de Ark Thompson. Lo envía para investigar las operaciones de la Corporación Umbrella. Sólo es mencionado en el juego.
- Nicholai Ginovaef
- William Birkin

## Infectados
Son los enemigos parasitados por el virus-T desarrollado en la isla.
- Zombi: Personas de la ciudad contaminadas con el virus en busca de alguna presa. Se encuentran de dos tipos: los primeros que aparecen en el juego hasta los laboratorios de Umbrella Corporation, los cuales van vestidos con todo tipo de ropas, y luego ya los que salen al final que van desnudos. Estos últimos son más fuertes y resistentes.

- Lickers: Criaturas que son resultado de la exposición del zombi con el virus T. No tienen ojos pero es compensado con su sentido de audición y olfato anormalmente desarrollados. Poseen garras y una lengua muy larga capaz de atravesar un torso humano, por último su forma de atacar es saltando sobre la víctima y clavándole sus garras de hueso

- Limpiadores: Son soldados de la unidad "Undertaker" que llegan a la isla para limpiar todo rastro del virus, atacan golpeando con su arma o disparan creando un daño significativo.

- Cerberus: Son perros infectados por el virus. Son rápidos y aparecen en grupos.

- Licker β: De color más marrón que los anteriores, y mucho más mortíferos.

- Cuervo infectado: Aves infectadas con el virus que vagan por la ciudad en busca de cualquier cosa viva. Son débiles pero molestos en algunos momentos. Con una bala basta para acabarlos.

- Arañas infectadas: Son arañas gigantes. Son muy torpes y fácilmente esquivables, pero tener cuidado con sus chorros de veneno.

- Black Tiger: Son arañas mucho más grandes y que a diferencia de las normales sí echan chorros de veneno que nos pueden dejar en estado Poison.

- Cucarachas: En principio, más que enemigos son portadores del virus salidas del laboratorio. Se pegan al cuerpo y causan daño, es mejor ignorarlas.

- Cazador Alpha: Monstruos reptiloides creados con el virus, tienen gran resistencia, son veloces y pueden dar grandes saltos. Persiguen y atacan con sus grandes garras.

- Cocodrilo infectado: Cocodrilo de tamaño gigantesco a causa del virus. Se encuentran en una habitación forma de pasillo ubicada en las alcantarillas del norte, justo antes de llegar a la sede de Umbrella de la isla. Buscan tragar al control de un solo bocado.

- Polilla gigante: Es una polilla común cuyo tamaño ha aumentado drásticamente debido a los experimentos con el virus. Pasa su mayor tiempo en madrigeras donde habita junto a sus larvas, una de ellas es la sala de confinamiento de la prisión que tiene un conducto de ventilación que da a la alcantarilla del norte. El lanzallamas o escopeta parece ser efectivo contra ellos. Son venenosas.

- Mr. X: Es un monstruo creado por Umbrella, es alto, con una gabardina y su forma de atacar es golpeándote con sus puños o se abalanza contra ti, la ventaja de matarlo es que te da municiones.

- Hypnos Tyrant: También conocido como Tyrant, es un monstruo gestado por Umbrella en la isla creado a partir del cultivo de genes de un material que se les sacaba al cerebro de jóvenes abriéndolos. Es alto y fornido, sin pelo y piel grisácea. Aparece poco antes del final del juego y no parará de perseguir al jugador. Posee unas garras gigantes y afiladas. Su punto débil es su corazón, a la vista y desprotegido.

## Recepción
Resident Evil: Survivor obtuvo críticas de positivas a mixtas, destacando la gran rejugabilidad y los controles fáciles de aprender.